# Monte Parang
Monte Parang (del indonesio: Gunung Parang) es una montaña de la regencia de Purwakarta, parte de Java occidental en Indonesia.
Situada entre las dos ramas principales del embalse de Jatiluhur, esta montaña de roca volcánica andesita muestra tres picos distintos que se extienden unos 1.5 km de norte a sur, la más alta de las cuales alcanza los 963 m por encima del nivel del mar. Sus acantilados, que ofrecen 600 millones de rocas duras y bodegas escasas, la convierten en un lugar popular para los escaladores de roca.

## Galería

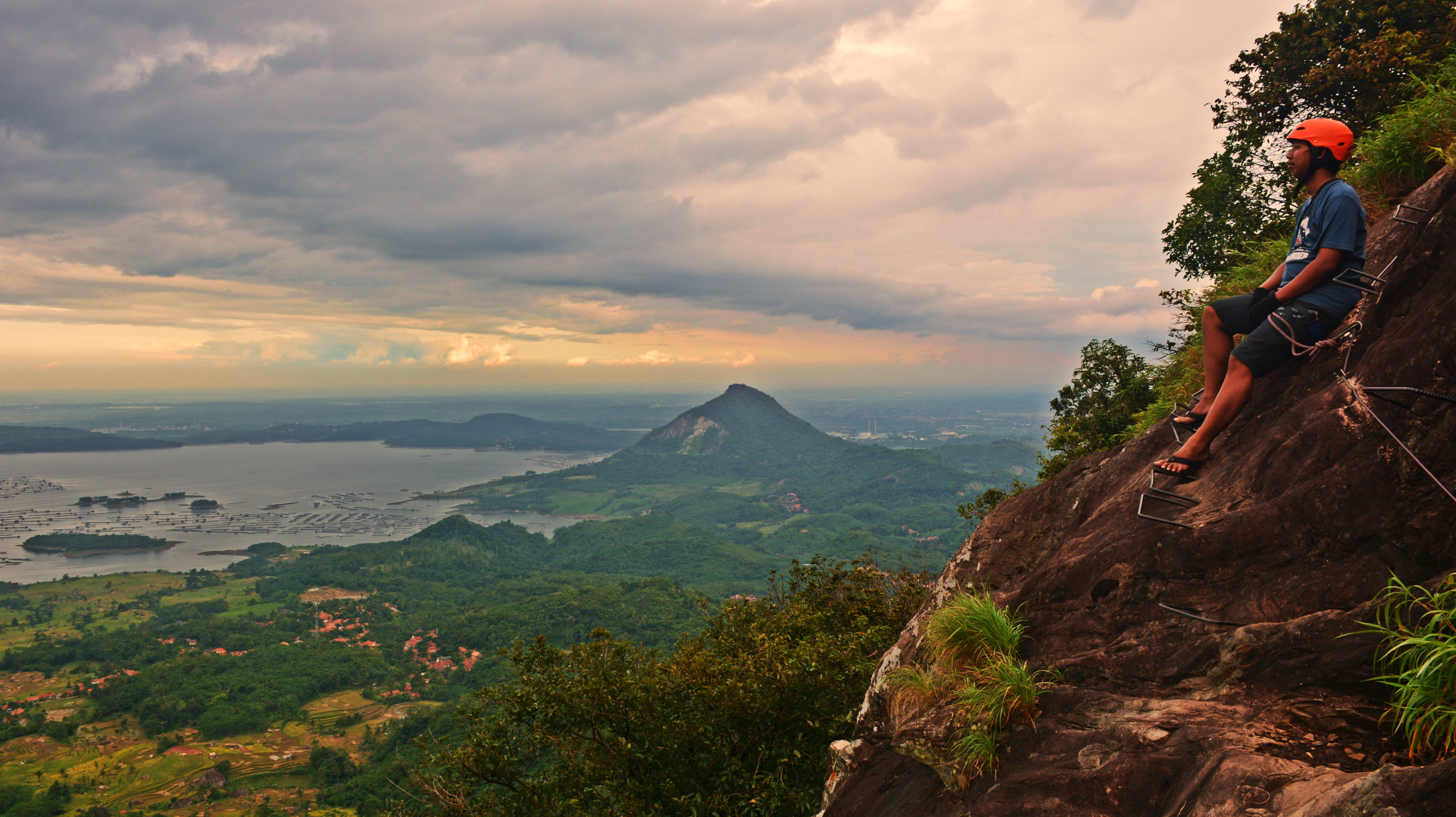
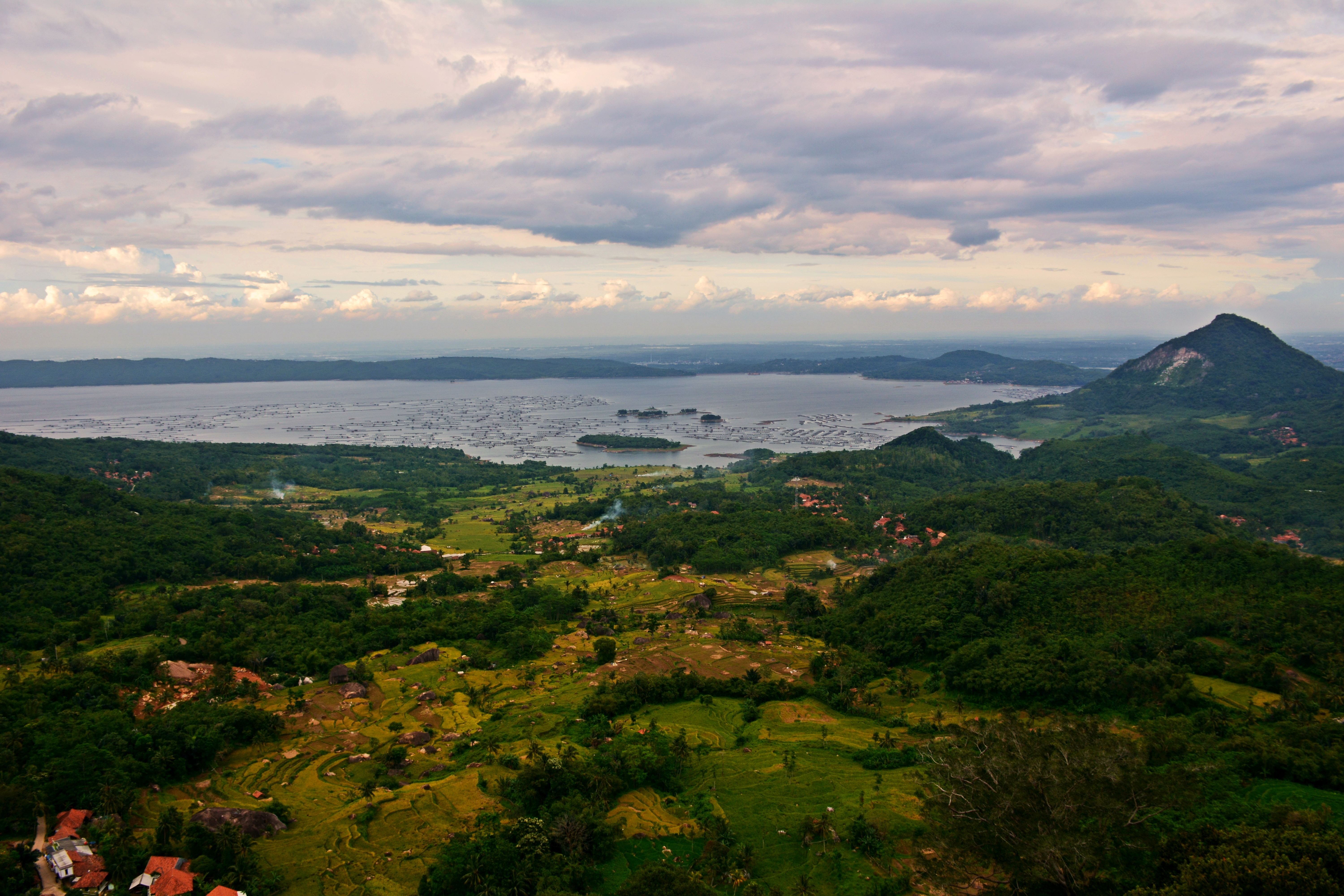